# Râul Boruga, Moravița
Râul Boruga este un afluent al râului Moravița.

## Bazin hidrografic
Râul Boruga aparține bazinului hidrografic Timiș-Bega